# 아란 케이
아란 케이(일본어: 安蘭 けい, 1970년 10월 9일~)는 대한민국의 배우이다. 재일 한국인으로 본적지는 경상남도이며 다카라즈카 가극단에 들어가 <왕가에 바치는 노래>, <스칼렛 핌퍼넬>, <적과 흑>, <베르사이유의 장미> 등에서 주인공을 맡았다. 다카라즈카에서 톱스타가 된 두 번째의 비일본인 여배우로 평가 받는다.
다카라즈카 가극단에서는 남역 배우였으나, 남역 배우 치고는 키가 매우 작은 편에 속하는 167cm이다. 다카라즈카 가극단의 남역 배우 평균 신장이 170cm이며 다카라즈카 음악학교는 남역 배우 확보를 위해서 고의로 173cm 이상의 키가 큰 여학생을 다수 선발한다.